# Activos por riesgo ponderado
Activos por riesgo ponderado se definen como la suma de los activos de la empresa, ponderados según el riesgo que cada activo suponga para la empresa. Por ejemplo, un préstamo concedido a un particular representa un riesgo alto, mientras que un bono emitido por un estado sólido, como por ejemplo Estados Unidos o Alemania, no se le asocia un riesgo debido a la certidumbre de la recuperación de la inversión. 
- Proporciona una aproximación más fácil para comparar bancos a través de geografías diferentes
- Activos expuestos fuera del balance pueden ser fácilmente incluidas en los cálculos de adecuación de capital
- Los bancos no son disuadidos de tener activos líquidos con bajo riesgo en sus cuentas.

Un documento escrito en 1988 por el Comité de Basilea recomienda controles y estándares seguros para los bancos. A esto se le llamó Basilea I. Años más tarde salió una actualización que se llamaría Basilea II. En esta se actualizaban algunos de los requisitos que se les pedían a los bancos. Años más tarde, debido a la crisis financiera de las subprime de 2008, el comité publicó otro marco llamado Basilea III. La recomendación principal de este documento es que los bancos deben mantener un capital igual al menos al 8% de sus activos de riesgo ponderado. El cálculo de la cantidad de activos de riesgo ponderado depende de qué revisión de Basilea está siguiendo la institución financiera. La mayoría de los países han implementado alguna versión de este control.